# 斯蒂芬·罗博特姆
斯蒂芬·罗博特姆（英語：Stephen Rowbotham，1981年11月11日—），英国男子赛艇运动员。他曾代表英国参加2008年和2012年夏季奥林匹克运动会赛艇比赛，其中2008年奥运会获得一枚铜牌。